# アレクセイ・イグデスマン
アレクセイ・ミハイロヴィチ・イグデスマン (ロシア語: Алексей Михайлович Игудесман；英語: Aleksey Igudesman、1973年7月22日 - ) は、ロシアのヴァイオリニスト・作曲家・指揮者・俳優。

## 略歴

### 教育
ロシアのサンクトペテルブルクに生まれ、6歳の時に家族とともにウィーンに移住。12歳の時にイギリスの名門校ユーディ・メニューイン音楽学校に入学を認められた。1989年から1998年にかけて、ウィーンコンセルヴァトリウム音楽大学（旧ウィーン市立音楽院）にて、ボリス・クシュニールに師事する。

### 作曲・出版・指揮
イグデスマンの楽曲はユニバーサル・エディション社から多数出版されている。『ヴァイオリンのためのスタイル・ワークアウト』、子供のための楽曲が詰まった『猫の引っかき傷ブック』と『豚は飛べる』、ヴァイオリン・デュオシリーズの『ユダヤ・アンド・モア』、『ケルト・アンド・モア』、『ラテン・アンド・モア』、『アジア・アンド・モア』、『マイル・アンド・モア』などがある。また、彼のヴァイオリンソナタも現在3曲出版されているが、第2番は、ユリアン・ラクリンに、第3番はヴィクトリア・ムローヴァに献呈されたものである。
イグデスマンの楽曲は、これまでで既に世界的に高名なソリスト、室内楽奏団、オーケストラに演奏されているほか、自身ソリストとして、また指揮者としても、クレメラータ・バルティカ、ルツェルン交響楽団、ベオグラード交響楽団、フォアアールベルク交響楽団、トーンキュンストラー管弦楽団、ヴィルトゥオーシ・イタリアーニ、カメラータ・ドゥカレ、ヴェルビエ祝祭管弦楽団、その他多くものオーケストラと演奏している。
彼の『世界のヴァイオリンたち』というプロジェクトの中で、イグデスマンは、自身のヴァイオリン・デュエットの楽曲を、ギドン・クレーメル、ジュリアン・ラクリン、ジャニーヌ・ヤンセン、パヴェル・ヴェルニコフ、アレクサンドラ・スムと演奏。またこのプロジェクトでは、ロジャー・ムーアによるイグデスマンの詩の朗読も注目された。
彼はまた、世界的賞賛を受けている弦楽三重奏団《トリオロジー》と共に、世界各国で演奏会を行い、ソニーBMG・ミュージックエンタテインメントによるCDも録音している。現在は、デュオグループ《イグデスマン&ジョー》として、ソリスト、指揮者、室内楽奏者として活躍している。

### 映画
イグデスマンは、映画音楽の作曲、編曲、録音も行っており、アカデミー賞受賞映画の作曲家であるハンス・ジマーと頻繁にコラボレーションしている。ジマーの誘いを受け、『エル・ドラド 黄金の都 (2000年)』『スパングリッシュ 太陽の国から来たママのこと (2004年)』、直近では、アカデミー賞の作曲賞にノミネートされた『シャーロック・ホームズ (2009年)』のサウンド・トラックに作曲・編曲・演奏で携わっている。
イグデスマンは『Jealous of the Birds (2011年)』の音楽をジマーと共作しており、2011年、映画のプレミアとなったロードアイランド映画祭にて、作曲大賞を受賞した。
また、2012年に公開された長編コメディードキュメンタリー映画『ノーズランド』でイグデスマンは監督、製作、主演を務め、ジュリアン・ラクリン、ジョン・マルコヴィッチ、ロジャー・ムーアらも出演した。この映画は世界各国の14もの映画祭で上映され、ドック・マイアミ国際映画祭にて『モースト・エンターテイニング・ドキュメンタリー』賞を受賞した。

### その他のプロジェクト
ヴァイオリニストであるセバスティアン・ギュルトラーの協力を得て、イグデスマンは、『2つのヴァイオリンとオーケストラのためのサイバー指揮者』というプロジェクトも創った。
2010年、オーストリアのヴェーレンクレンゲ祭では、イグデスマンの『ロシアの夜』を含むプロジェクトが披露され、彼の楽曲に加えてロシア音楽が、イグデスマン、リチャード・ヒュンキ・ジュー、イタマール・ゴラン、ポリーナ・レスチェンコ、ジュリアン・ラクリン、ヴィクトリア・ムローヴァ、その他の演奏家によって演奏された。ムローヴァとレスチェンコは、彼のヴァイオリン・ソナタ第3番を初演した。
2010年、イグデスマンはルツェルン祝祭管弦楽団と共演し、シュトラウス、ベートーヴェン、世界初演となる自身の『世界のワルツ』を指揮した。また、このルツェルン音楽祭での『ジュリアン・ラクリン・アンド・フレンズ』と自身のアイデアを合わせ、『音楽批評家』という、ジョン・マルコヴィッチがナレーターを務めるスペシャルプロジェクトを披露した。

### イグデスマン・アンド・ジョー
2004年、イグデスマンは世界的に称賛を受けるピアニスト、リチャード・ヒャンキ・ジューと共に《イグデスマン&ジョー》を創設した。彼らの『ア・リトル・ナイトメア・ミュージック』というショーは批評家からも聴衆からも狂気的な称賛を受け、世界い中で引っ張りだことなった。ヴェルビエ音楽祭、ベルゲン国際音楽祭、グシュタート・メニューイン・フェスティバル、サラトガ・フェスティバルなど、数え切れないほどの名高い舞台で公演を行った。
彼らのプロジェクト、『ギドン・クレーメルとしてあること』は、ギドン・クレーメルとクレメラータ・バルティカと共に、2008年のシュレースヴィヒ=ホルシュタイン音楽祭で初演され、ラインガウ音楽祭や、アジア、ヨーロッパ、ロシアの各国で公演が行われた。
2009年、《イグデスマン・アンド・ジュー》はドイツ、オランダ、ベルギーと、『Night of the Proms : Classic meets pop』のツアーに参加し、ロック界の伝説的なシンプル・マインズ、キム・ワイルド、シネイド・オコナー、ティアーズ・フォー・フィアーズ、10cc、ミッジ・ユーロ、デニース・デヤング、ロビン・ギブらと共に、50万人の前でパフォーマンスを披露した。
《イグデスマン・アンド・ジュー》には『ア・リトル・ナイトメア・ミュージック』、『ビック・ナイトメア・ミュージック』、『アンド・ナウ・モーツァルト』という、オーケストラや室内オーケストラとのプロジェクトもあり、世界各国で称賛を受けている。これらのショーのビデオは、YouTube上で現在3500万回以上再生されている。

### 使用楽器
イグデスマンは、1717年サント・セラフィン製作のヴァイオリンを使用しており、エルステ銀行より貸与されている。弓はボストンを拠点にしているブノワ・ロラン製作のモダン弓。また、時折ネッド・スタインバーガー (NS Design社) 製作のエレクトリック・ヴァイオリンを使用している。弦は、トマスティック・インフェルド社の「ペーター・インフェルド」を好んで使っている。

## 参考資料
- アレクセイ・イグデスマン公式ウェブサイトのプロフィール(英語)
- ユニバーサル・エディション社作曲家ページ(英語)